# Našiměřice
Našiměřice – gmina w Czechach, w powiecie Znojmo, w kraju południowomorawskim. Według danych z dnia 1 stycznia 2022 liczyła 204 mieszkańców.
W miejscowości jest przystanek kolejowy Našiměřice.